# Ismaël Boura
Ismaël Boura (ur. 14 sierpnia 2000 w Bandrele) – francuski piłkarz komoryjskiego pochodzenia występujący na pozycji obrońcy we francuskim klubie Troyes.
Jest wychowankiem RC Lens. W swojej karierze grał w takich klubach jak Le Havre i Troyes.